# Дамба Мангла
Дамба Мангла (англ. Mangla Dam) — действующая ГЭС в Свободном государстве Джамму и Кашмир (управляется Пакистаном) на реке Джелам. Строительство ГЭС началось в 1961 году, окончание строительства произошло в 1967 году.

## Общие сведения
1 декабря 1967 года президент Пакистана Мухаммед Айюб Хан прибыл в Азад Кашмир, чтобы лично присутствовать на открытии ГЭС в городе Мангле. Строительство объекта обошлось в 2 млрд. долл. США, ГЭС стала одной из крупнейшей ирригационных систем в мире, доставляя воду до 30 млн акров земли и 50 миллионов человек, которые живут возле огромного бассейна реки Инд.
5 декабря 1971 года ВВС Индии нанесли ракетный удар по дамбе в ходе Третьей индо-пакистанской войны. В результате атаки ГЭС в Мангле получила серьёзные повреждения.